# Ronny Zimmermann

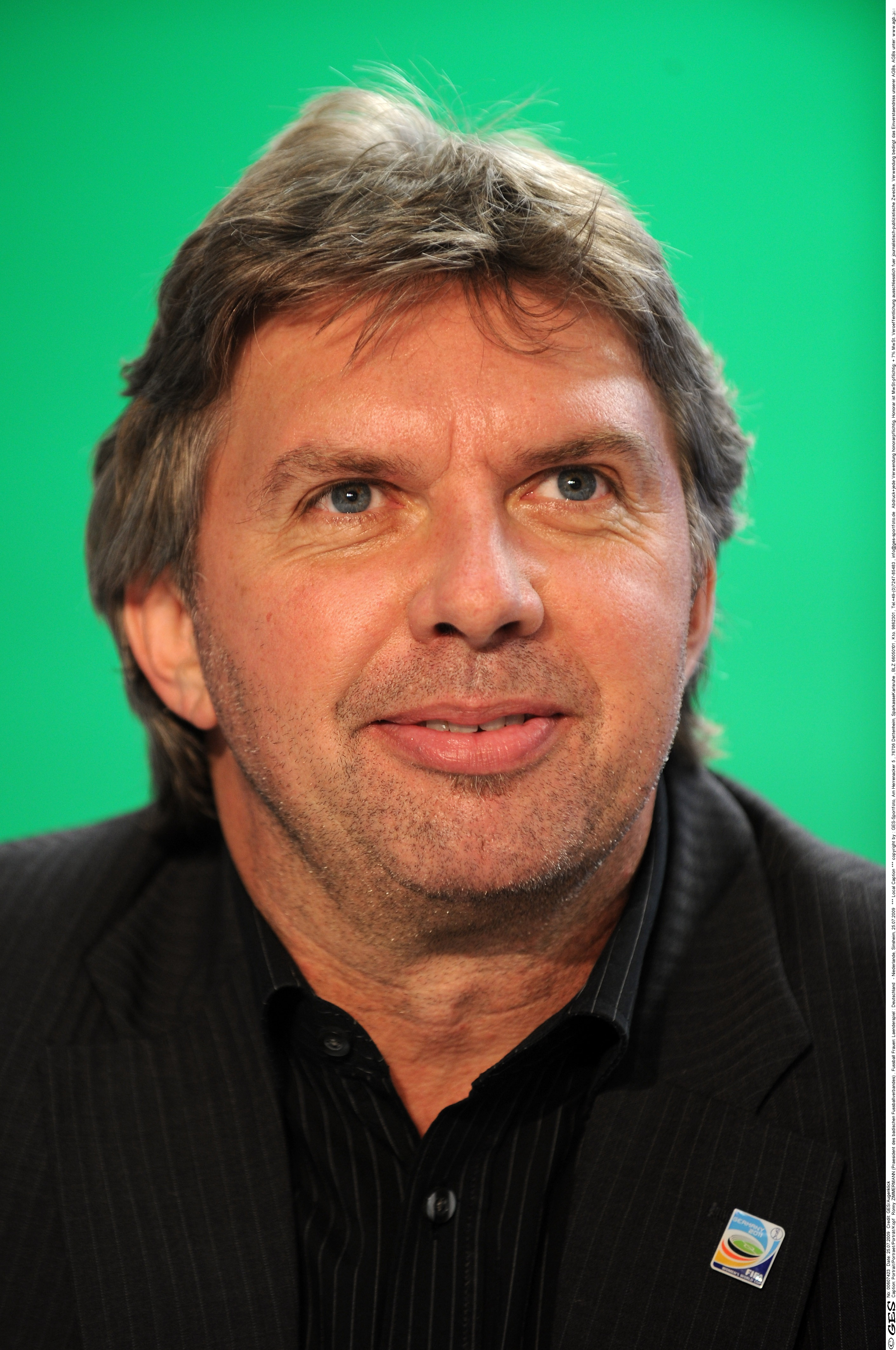
Ronny Zimmermann

Ronald „Ronny“ Zimmermann (* 19. März 1961) ist ein deutscher Rechtsanwalt und Sportfunktionär. Seit März 2022 ist er 1. Vizepräsident des Deutschen Fußball-Bundes für Amateurfußball und Angelegenheiten der Regional- und Landesverbände. Seit 2004 ist er Präsident des Badischen Fußballverbandes und seit Oktober 2022 zudem Präsident des Süddeutschen Fußball-Verbandes.

## Beruf
Ronny Zimmermann studierte an der Universität Heidelberg Jura und arbeitet seit 1992 als selbständiger Rechtsanwalt in seiner Kanzlei im baden-württembergischen Wiesloch. Seine Tätigkeitsschwerpunkte liegen im Zivilrecht, insbesondere Vertragsrecht, Internetrecht, Vereinsrecht und Forderungsbeitreibung.

## Sportliche Laufbahn
Ronny Zimmermann begann seine Laufbahn als Fußballer bei der SG Tairnbach (1974–1975). Beim VfB Wiesloch durchlief er in den Folgejahren nahezu alle Jugendmannschaften und ging als Stürmer in der Verbandsliga Baden auf Torejagd. Insgesamt trug er zehn Jahre das Trikot der Wieslocher, bevor er nach einer Saison (1988–1989) beim damaligen Landesligisten TSV Handschuhsheim zum VfB Leimen wechselte (1989–1991), mit dem er bis in die Oberliga Baden-Württemberg aufstieg. Im Winter 1991 kehrte Ronny Zimmermann als Spieler zurück zu seinen Wurzeln zum VfB Wiesloch, wo er Ende der 1990er Jahre auch seine aktive Laufbahn beendete. Parallel zu seiner Zeit als aktiver Fußballer prägte er darüber hinaus von 1994 bis 2001 als 2. Vorsitzender und seither als Beisitzer im Vorstand des VfB Wiesloch die Geschicke des Vereins.

## Badischer Fußballverband
Noch während seines Engagements als 2. Vorsitzender beim VfB Wiesloch wurde Ronny Zimmermann als 34-Jähriger in den Verbandsvorstand des Badischen Fußballverbandes (bfv) berufen. Beim bfv war er außerdem zehn Jahre Vorsitzender des Satzungsausschusses. Anlässlich des Verbandstages des bfv im Jahr 2001 wählten die Delegierten Ronny Zimmermann schließlich zum Vizepräsidenten neben dem damaligen Präsidenten Gerhard Seiderer. Im Jahre 2004 trat er als fünfter Präsident des bfv dessen Nachfolge an. 2007 und 2010 wurde Ronny Zimmermann auf dem Verbandstag des bfv in der Sportschule Schöneck einstimmig in seinem Amt bestätigt. 2013 folgte die einstimmige Wiederwahl zum bfv-Präsidenten in der Stadthalle Buchen. Auch 2016 wurden er von den Delegierten des Verbandstages in St. Leon-Rot einstimmig im Amt bestätigt. Abermals mit großer Mehrheit wiedergewählt wurde Ronny Zimmermann auf dem 39. Ordentlichen Verbandstag des bfv im November 2020, der aufgrund der Coronapandemie erstmals digital stattfand.
Er engagiert sich energisch für Fußballspiele ohne Gewalt. Mit der Initiierung des Projekts „Fair Play, Respekt und Toleranz im Fußball“ im Verbandsgebiet des bfv setzte Ronny Zimmermann ein Ausrufezeichen. Das Projekt startete mit etlichen Informations- und Diskussionsveranstaltungen in allen Kreisen des bfv. Zahlreiche Vereinsfunktionäre im bfv-Verbandsgebiet verpflichteten sich in einer Erklärung, dieses Thema im eigenen Verein umzusetzen und nachhaltig zu verfolgen.

## Süddeutscher Fußballverband
Ronny Zimmermann zog 2004 in den Vorstand des Süddeutschen Fußballverbandes (SFV) ein. Auf dem Verbandstag des SFV im Oktober 2011 in Kassel wurde Zimmermann mit 120 von 139 Stimmen zum Vizepräsidenten gewählt. Er ist damit Stellvertreter des in Kassel neu gewählten Präsidenten Rainer Koch. Beim 28. SFV-Verbandstag am 12. Oktober 2014 in Freiburg wurde Zimmermann einstimmig neben Präsident Rainer Koch von den Delegierten als Vizepräsident wiedergewählt. Am 20. Oktober 2018 erfolgte seine einstimmige Wiederwahl beim SFV-Verbandstag in Stuttgart.
Am 8. Oktober 2022 wurde Zimmermann zum Präsidenten des Verbandes gewählt, er trat die Nachfolge von Koch an.

## Deutscher Fußball-Bund
Neben seiner Funktionärstätigkeit im bfv war Ronny Zimmermann von 2004 bis zum Jahr 2007 Mitglied im Beirat des Deutschen Fußball-Bundes (DFB). Nach dreijähriger Amtszeit im DFB-Beirat wurde Ronny Zimmermann 2007 in den Vorstand des DFB gewählt, dem er noch heute angehört. Das DFB-Präsidium hat 2012 Ronny Zimmermann in das Kuratorium der Sepp-Herberger-Stiftung berufen. Die Berufung ins Kuratorium der Sepp-Herberger-Stiftung wurde jeweils 2016, 2019 und 2022 erneut vom Präsidium vorgenommen. 2013 wurde Zimmermann einstimmig zum Vizepräsidenten des Deutschen Fußball-Bundes gewählt. Er ist der erste DFB-Vizepräsident aus Baden. Am 4. November 2016 wurde er beim DFB-Bundestag in Erfurt einstimmig im Amt des DFB-Vizepräsidenten bestätigt. Beim Bundestag am 27. September 2019 in Frankfurt wurde Zimmermann erneut einstimmig wiedergewählt. Beim DFB-Bundestag am 11. März 2022 in Bonn wurde er zum 1. Vizepräsidenten des DFB für Amateurfußball und Angelegenheiten der Regional- und Landesverbände gewählt.

## FIFA Frauen WM 2011 in Deutschland
Ronny Zimmermann war Vorsitzender der Außenstelle Sinsheim der FIFA Frauen Weltmeisterschaft 2011 in Deutschland.  Als Vorsitzender am Standort Sinsheim – der kleinsten WM-Stadt unter den neun Austragungsorten – organisierte er mit seinem Team die Vorbereitungen bis hin zur Austragung von insgesamt vier WM-Spielen in Sinsheim, darunter auch das Spiel um Platz 3. Nach Ende der FIFA Frauen Weltmeisterschaft 2011 initiierte Ronny Zimmermann im bfv das Programm „Nachhaltigkeit im Mädchen- und Frauenfußball“, um im Landesverband Baden die Begeisterung und das Interesse für den Mädchen- und Frauenfußball zu erhalten und die Sportart stetig weiterzuentwickeln.

## UEFA
Von der Union of European Football Associations (UEFA) wurde Ronny Zimmermann im Jahr 2011 zum Spieldelegierten berufen. Im September 2019 wurde Ronny Zimmermann in das UEFA Komitee für Jugend- und Amateurfußball (UEFA Youth & Amateur Football Committee) berufen.

## Regionalliga Südwest
Ronny Zimmermann leitete federführend die Kommission zur Einführung der Fußball-Regionalliga Südwest, die seit der Saison 2012/2013 existiert. Er ist Vorsitzender der Gesellschafterversammlung der Regionalliga Südwest.